# Вивианс, Виктория
Виктория Вивианс (англ. Victoria Vivians; род. 17 ноября 1994 года, Джэксон, штат Миссисипи, США) — американская профессиональная баскетболистка, выступает в женской национальной баскетбольной ассоциации (была выбрана клубом «Индиана Фивер» на драфте ВНБА 2018 года в первом раунде под общим восьмым номером). Играет на позиции атакующего защитника.

## Ранние годы
Виктория родилась 17 ноября 1994 года в городе Джэксон (Миссисипи) в семье Джона и Анджелы Вивианс, училась же немного восточнее, в небольшом городке Форест, в Центральной средней школе округа Скотт, в которой выступала за местную баскетбольную команду.